# 碘氧化铋
碘氧化铋是一种无机化合物，化学式为BiOI。它可由硝酸铋五水合物和碘化钾在乙二醇中于160 °C反应釜中反应得到。硝酸酸化的硝酸铋水溶液经氢氧化钠调节pH后再滴加碘化钾也能得到反应产物，其它配比的碘氧化物根据调节不同也会产生。